# Ponte di Kazarma
Il ponte di Kazarma, o ponte di Arkadiko, è un ponte ad arco a mensola di architettura micenea, situato nelle vicinanze della strada che collega Tirinto a Epidauro. Risale all'età del bronzo ed è uno dei più antichi ponti ad arco sopravvissuti e tuttora utilizzati.

## Il ponte
Il ponte apparteneva in epoca micenea a una strada importante tra le due città, che faceva parte di una rete stradale militare più ampia. Ha una profondità di circa 1 m ed è realizzato nel tipico stile miceneo delle pietre ciclopiche. La struttura è lunga 22 metri, larga 5,60 metri alla base e 4 metri di altezza. La larghezza della strada in cima è di circa 2,50 metri. La sofisticata disposizione del ponte e della strada indica che sono stati costruiti appositamente per essere utilizzati dai carri. Costruito nel tardo tardo elladico III (1300-1190 a.C. circa), il ponte è ancora utilizzato dalla popolazione locale.

## Altri ponti micenei dell'Argolide

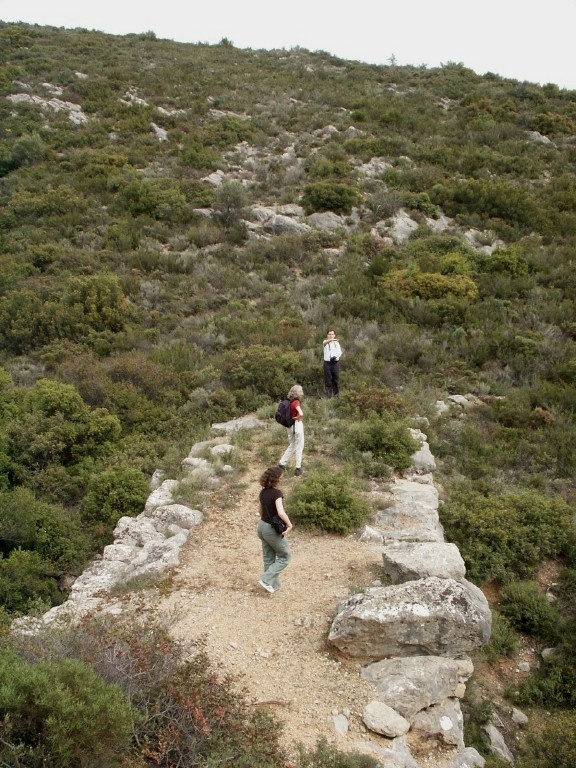
Un altro esempio di ponte

Il ponte Arkadiko è uno dei quattro ponti ad arco a mensola micenea noti vicino ad Arkadiko, tutti appartenenti alla stessa "autostrada" del Bronzo tra le due città, e tutti con uno stile ed età simili. Uno di questi è il ponte Petrogephyri, che attraversa lo stesso torrente a 1 km a ovest del ponte Arkadiko. Altrimenti simili per dimensioni e aspetto, la struttura ha una campata più ampia e una volta leggermente più alta. Anch'esso è ancora usato come sentiero locale.
Un quinto ponte ben conservato di Micene si trova nella regione più ampia a Lykotroupi, dove faceva parte di un'altra strada principale micenea. Le sue misure sono vicine al ponte Arkadiko: 5,20 metri di larghezza nella parte inferiore, 2,40 metri nella parte superiore e con una lunghezza dell'arco di poco più di un metro. La strada presenta ancora cordoli per guidare i carri in rapido movimento.

### Fonti
- R. Hope Simpson, D. K. Hagel: "Mycenaean Fortifications, Highways, Dams and Canals", Paul Aströms Förlag, Sävedalen, in: Studies in Mediterranean Archaeology, Vol. CXXXIII ISBN 91-7081-212-8
- R. Hope Simpson, "The Mycenaean Highways", Classical Views, XLII, n.s. 17 (1998), 239–260